# Alitas de pollo dulces
Las alitas de pollo dulces o chinas son un plato dulce de alitas de pollo condimentadas con salsa de soja servido en algunos restaurantes de Hong Kong. Consiste en alitas de pollo marinadas en una salsa hecha con salsa de soja, azúcar, vino chino y especias. Se cree que proceden de Hong Kong o Guangzhou.
Algunos afirman que el plato fue inventado en un restaurante hongkonés, el Tai Ping Koon (太平館). (Plato fuerte)